# Primer llibre de Samuel
El Primer llibre de Samuel és la primera part de Llibres de Samuel, un dels llibres de l'Antic Testament que, per raons pràctiques, fou dividit en dos rotlles o volums més manejables. Es considera que fou escrit principalment pel profeta Samuel, el darrer dels jutges, tot i que fou acabat pels profetes Gad i Natan.
El primer i el segon llibre de Samuel, que reuneixen una sèrie de tradicions heterogènies (no totes contemporànies al moment de l'escriptura), s'apleguen dins dels llibres històrics de la Bíblia, ja que es refereixen als fets que van des del naixement del profeta Samuel (1070 aC, aproximadament) fins a la successió del rei David (970 aC). Concretament, el Primer de Samuel abraça des del naixement del profeta fins a la mort del rei Saül, passant per la crida divina del profeta i la instauració de la monarquia jueva. També inclou, al capítol 17, el famós duel entre David i Goliat.
La crítica textual considera que el primer text va ser redactat cap al VIII aC però que va patir diverses reescriptures i addicions fins a la forma actual, essent les principals durant el segle vi aC. S'observa la barreja de diverses fonts amb narracions sobre fragments de la història del poble d'Israel, algunes orals i altres compilades per altres autors previs.